# Auchindoun Castle

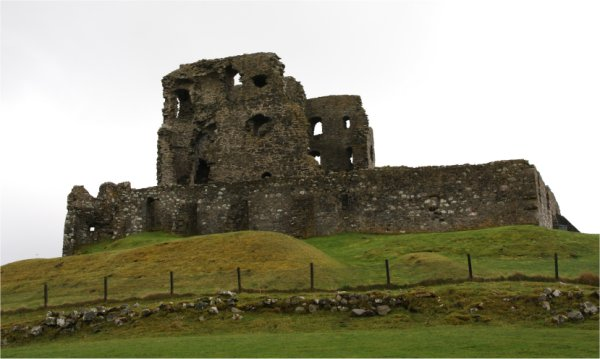
Auchindoun Castle

Auchindoun Castle ist die Ruine einer Turmburg in Milltown of Auchindoun bei Dufftown in der schottischen Council Area Moray. Das Gebäude aus dem 15. Jahrhundert hat einen L-förmigen Grundriss. Die Anlage ist als Scheduled Monument geschützt.

## Geschichte
Es gibt Beweise für prähistorische, vermutlich piktische Erdwerke auf dem Anwesen der Burg, aber die heute am besten sichtbaren Überreste stammen von einer Burg, die Robert Cochrane, der 1458–1479 Earl of Mar war, bauen ließ. 1489 fiel die Burg dann an den Clan Ogilvy und 1535 an den Clan Gordon.
Die Gordons ließen im 16. Jahrhundert einen Anbau errichten. 1592 wurde die Burg vom Clan Mackintosh als Rache an George Gordon, 1. Marquess of Huntly und 6. Earl Gordon, für dessen Mord an The Bonny Earl O’Moray, ihres Alliierten, zerstört. 1594 beanspruchten die Ogilvys das Anwesen erneut. Nach der Stuart-Restauration verlehnte König Karl II. die Burg neu an den Marquess of Huntly.
1689, im ersten Jakobitenaufstand, diente die Burg als zeitweiliges Hauptquartier (am 6. und 7. Juni 1689) von John Graham, 1. Viscount Dundee, und der jakobitischen Armee. Aber 1725 lag die Burg wieder in Ruinen. Bausteine der Burg wurden zum Bau örtlicher Bauernhöfe und des nahegelegenen Balvenie Castle verwendet.
Als die Burg noch intakt war, hatte sie einen großen Turm in der Mitte und eine hohe Kurtine. Nebengebäude, wie ein Stall, eine Brauerei und eine Bäckerei, befanden sich innerhalb der Mauern. Ein zweiter, runder Turm schützte die Nordwestecke des Ensembles. Keller und möglicherweise auch Kerker wurden direkt in das anstehende Gestein unter dem Turm gegraben. Heute ist noch ein großer Teil der Kurtine und der Nebengebäude erhalten, aber der Turm in der Mitte ist sehr verfallen.
Die Ruinen von Auchindoun Castle werden von Historic Scotland verwaltet, aber befanden sich viele Jahre lang in zu baufälligem Zustand, um sie der Öffentlichkeit zugänglich zu machen. Nach der Durchführung von Sicherungsarbeiten wurde Auchindoun Castle im November 2007 wieder zur Besichtigung geöffnet.

## „The Burning of Auchindoun“
Durch die Brandschatzung von Auchindoun Castle durch den Clan MacKintosh wurde das Volkslied „The Burning of Auchindoun“ (für den Text Dank an Digital Tradition Folk Music Database) Child Ballad 183, „Willie MacIntosh“, inspiriert:

As A cam in by Fiddichside, on a May mornin

A spied Willie MacIntosh an oor before the dawnin

Tarn again, tarn again, tarn again, A'se bid ye

If ye barn Auchindoun, Huntly he will heid ye

Heid me or hang me, that shall never fear me

A'll burn Auchindoun tho' the life leave me

As A cam in bi Fiddichside on a may mornin

Auchindoun was in a bleeze, an hour before the dawning

Crawing, crawing, for a' your crouse crawin'

Ye burnt yer crop an tint your wings an oor before the dawnin